# Ommastrephinae
Ommastrephinae (лат.) — подсемейство головоногих моллюсков семейства Ommastrephidae из надотряда десятируких. Типовой род — Ommastrephes.

## Внешний вид и строение
В подсемейство Ommastrephinae включают самый крупный вид кальмаров, принадлежащих к семейству Ommastrephidae, перуанско-чилийских гигантских кальмаров (Dosidicus gigas), длина мантии которых может достигать 1,5 м. Он также содержит самых мелких видов кальмаров в семействе, Hyaloteuthis pelagica, длина мантии которых составляет всего до 9 см. Представители подсемейства — в основном пелагические виды. Все виды этого подсемейства имеют фотофоры, расположение которых зависит от вида. Некоторые представители подсемейства (особенно Sthenoteuthis и Ommastrephes) известны своими прыжками из воды (отсюда и их общее название «летающие кальмары»).

## Таксономия
Название подсемейства, как и само семейство и один из его родов, Ommastrephes, происходит от греческих ὄμμα («глаз») и -strephes («катящийся»). Впервые они были описаны Г. Дж. Посселтом в 1891 году.

## Список родов
В подсемейство входят восемь видов кальмаров, разделенных на шесть родов:
- Род Dosidicus

- Перуанско-чилийский гигантский кальмар (Dosidicus gigas)

- Род Eucleoteuthis

- Eucleoteuthis luminosa

- Род Hyaloteuthis

- Hyaloteuthis pelagica

- Род Ommastrephes

- Ommastrephes bartramii

- Род Ornithoteuthis

- Ornithoteuthis antillarum
- Ornithoteuthis volatilis

- Род Sthenoteuthis

- Sthenoteuthis oualaniensis
- Sthenoteuthis pteropus